# Pandemia de COVID-19 en Apurímac
El primer caso de la pandemia de COVID-19 en Apurímac, departamento del Perú, se confirmó el 1 de abril de 2020. Se trataba de un adulto mayor de 48 años de edad natural del distrito de Kaquiabamba en Andahuaylas, quien había arribado en días pasados de la ciudad de Lima.

## Cronología

### 2020: Brote inicial, crecimiento exponencial y primera ola

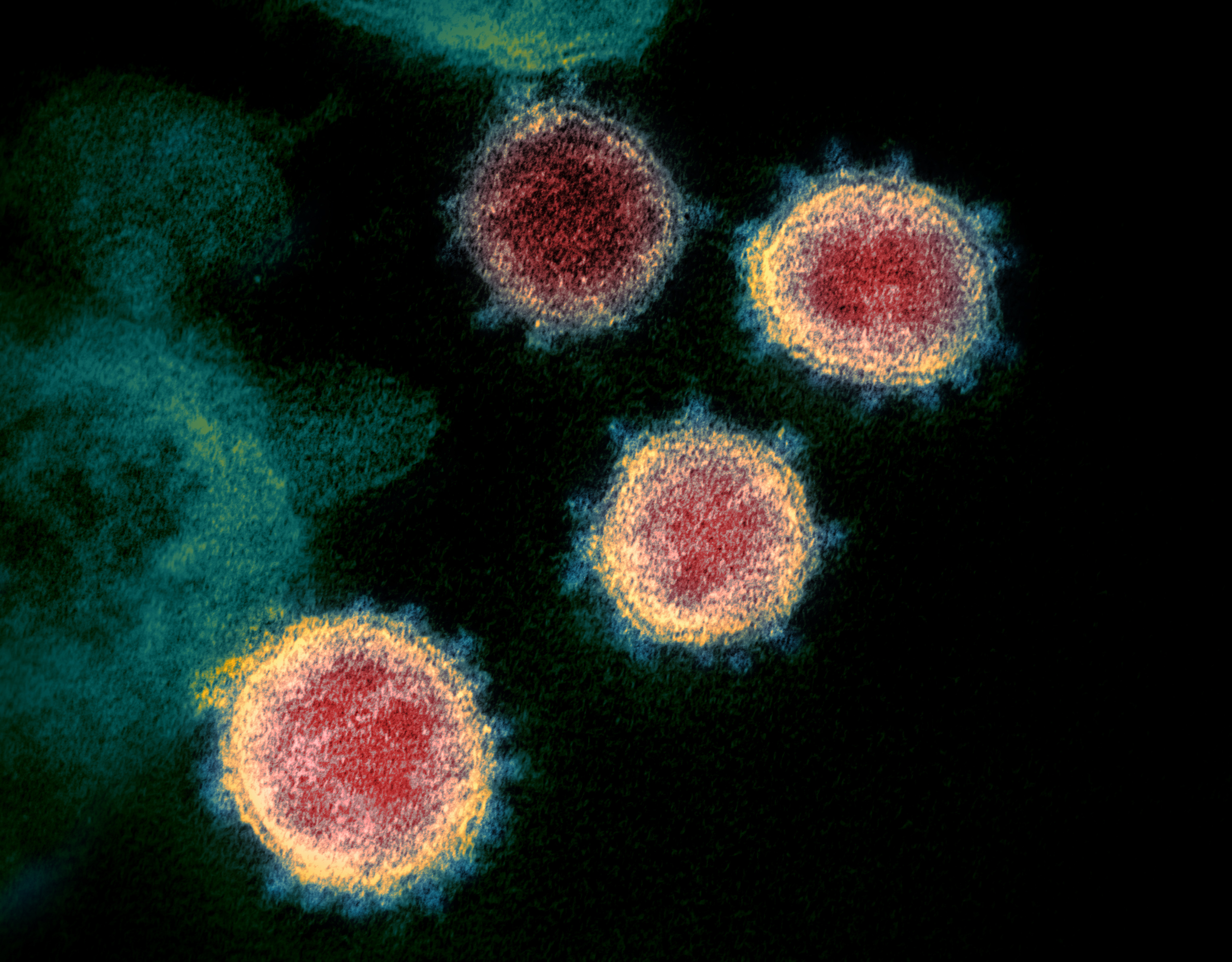
Imagen del SARS-CoV-2 captada a través de un microscopio electrónico de transmisión del Instituto Nacional de Alergias y Enfermedades Infecciosas.

Casos sospechosos
Primeros casos

## Contexto
El 15 de marzo, el Gobierno del Perú decretó «estado de emergencia» y «aislamiento social obligatorio» (cuarentena) a nivel nacional que regiría desde las 00:00 horas del 16 de marzo por un periodo de 15 días, incluyendo el «toque de queda» nocturno y dominical que fue establecida el 18 de marzo. Estas medidas fueron recurrentemente extendidas hasta en cinco oportunidades, llegando a ampliarse hasta finales de junio. El 26 de junio, el gobierno amplió nuevamente el estado de emergencia hasta el 31 de julio, pero esta vez la cuarentena general fue cambiada por un «aislamiento social focalizado» para menores de 14 y mayores de 65 años, pero, el Departamento de Apurímac fue excluido en un inicio del aislamiento social obligatorio. ,sin embargo, el 1 de agosto, las provincias de Andahuaylas y Abancay entraron nuevamente a cuarentena obligatoria.

## Estadísticas

### Mapas
|                                            |
| Muertos confirmados por provincia (MINSA). |

|                                        |
| Casos per capita por provincia (MINSA) |

|                                          |
| Muertos per capita por provincia (MINSA) |

### Por provincia
| Provincia   | Confirmados |
| ----------- | ----------- |
| Abancay     | 1828        |
| Andahuaylas | 975         |
| Cotabambas  | 504         |
| Chincheros  | 309         |
| Grau        | 215         |
| Aymaraes    | 172         |
| Antabamba   | 168         |